# Apostolepis nelsonjorgei
Espèce
Apostolepis nelsonjorgei  est une espèce de serpents de la famille des Dipsadidae.

## Répartition
Cette espèce est endémique du Cerrado au Brésil. Elle se rencontre dans les États de Goiás et du Tocantins.

## Étymologie
Cette espèce est nommée en l'honneur de Nelson Jorge da Silva Jr..

## Publication originale
- de Lema & Renner, 2004 : New species of Apostolepis from Alto Tocantins, Brazil, with comments on the striped pattern species (Serpentes, Elapomorphinae). Biociências, vol. 12, no 2, p. 139-145.